# Xianghu (köpinghuvudort i Kina, Jiangxi Sheng, lat 29,33, long 117,32)
Xianghu är en köpinghuvudort i Kina. Den ligger i provinsen Jiangxi, i den sydöstra delen av landet, omkring 160 kilometer nordost om provinshuvudstaden Nanchang. Antalet invånare är 42 788. Befolkningen består av 18 884 kvinnor och 23 904 män. Barn under 15 år utgör 10,0 %, vuxna 15-64 år 84 %, och äldre över 65 år 5,0 %.
Runt Xianghu är det tätbefolkat, med 369 invånare per kvadratkilometer. Närmaste större samhälle är Jingdezhen, 11,0 km väster om Xianghu. I omgivningarna runt Xianghu växer i huvudsak blandskog.
Genomsnittlig årsnederbörd är 2 597 millimeter. Den regnigaste månaden är juni, med i genomsnitt 468 mm nederbörd, och den torraste är oktober, med 52 mm nederbörd.